# Stanisław Piekarski
Stanisław Piekarski (ur. 8 maja 1868 we Lwowie, zm. 21 stycznia 1943 w Krakowie) – polski prawnik, urzędnik i religioznawca. 

## Życiorys
Urodził się 8 maja 1868 we Lwowie, w rodzinie Augusta, urzędnika Towarzystwa Wzajemnych Ubezpieczeń. W latach 1886–1891 studiował prawo na Uniwersytecie Jagiellońskim, które ukończył jako doktor. Po studiach podjął pracę w Namiestnictwie Galicji we Lwowie, skąd był delegowany w latach 1892 i 1893 do pracy w starostwach w Borszczowie i Krośnie. Początkowo pracował jako praktykant konceptowy, w latach 1899–1901 był koncepistą. W 1901 zaczął pracę w Ministerstwie Wyznań i Oświaty w Wiedniu, gdzie był kolejno radcą w departamentach: prawnym, spraw żydowskich oraz szkolnictwa ludowego i seminariów nauczycielskich. Od 1905 w departamencie Galicji tegoż ministerstwa, gdzie został kierownikiem departamentu. Stanowisko to zajmował do listopada 1918. 
W listopadzie 1918 przeniósł się do Warszawy, gdzie został naczelnikiem wydziału w Departamencie Wyznań Ministerstwa wyznań religijnych i oświecenia publicznego. W lutym 1921 został dyrektorem tego wydziału i pozostał na tym stanowisku do sierpnia 1926, kiedy to został przeniesiony na emeryturę.
Po przejściu na emeryturę wygłaszał wykłady o administracji wyznań. w 1927 opublikował książkę „Wyznania religijne w Polsce”, będącą rozwinięciem tych wykładów. W 1930 wydał „Prawdy i herezje. Encyklopedia wierzeń wszystkich ludów i czasów”. Nie ma informacji o dalszym życiu Stanisława Piekarskiego.
Ożenił się z Weroniką (nazwisko panieńskie nieznane).

## Ordery i odznaczenia
- Krzyż Komandorski Orderu Odrodzenia Polski (7 lipca 1925)[2]
- Krzyż Komandorski Orderu Świętego Grzegorza Wielkiego (Stolica Apostolska)[1]
- Krzyż Komandorski Orderu Świętego Sylwestra (Stolica Apostolska)[1]